# راي كامينز
راي كامينز (بالإنجليزية: Ray Cummins)‏ هو لاعب كرة القدم الغالية أيرلندي، ولد في 9 نوفمبر 1948 في Ballinlough, Cork ‏ في جمهورية أيرلندا.